# فرودگاه کلیرفیلد–لاورنس
فرودگاه کلیرفیلد-لاورنس (به انگلیسی: Clearfield-Lawrence Airport) یک فرودگاه همگانی بهره‌برداری هوایی است که یک باند فرود آسفالت دارد و طول باند آن ۱۳۷۱ متر است. این فرودگاه در کشور ایالات متحده آمریکا قرار دارد و در ارتفاع ۴۶۲ متری از سطح دریا واقع شده‌است.